# Sitta canadensis
El trepador canadiense (Sitta canadensis), también conocido como saltapalos canadiense, sita canadiense o sita de pecho rojo, es una especie de ave paseriforme de la familia Sittidae nativa de América del Norte. La parte superior en el adulto es de color gris azulado mientras que la parte inferior es de color canela; tiene una garganta blanca y el rostro cuenta con una raya negra que atraviesa los ojos, un pico recto gris y una corona de color negro. Su llamado, que ha sido comparado con una trompeta de estaño, es agudo y nasal. Se reproduce en bosques coníferos de todo Canadá, Alaska y el noreste y oeste de los Estados Unidos. Aunque con frecuencia en un residente permanente, se irrumpe regularmente más al sur, si escasea el suministro de comida. Hay constancia de vagabundeo de la especie en zonas tan meridionales como la costa del Golfo y el norte de México. Forrajea en los troncos y ramas grandes de los árboles, a menudo descendiendo la cabeza primero, a veces captura insectos en pleno vuelo. Se alimenta sobre todo de insectos y semillas, en especial de coníferas. Se excava su nido en la madera muerta, a menudo cerca de la tierra, untando la entrada con resina.

## Taxonomía

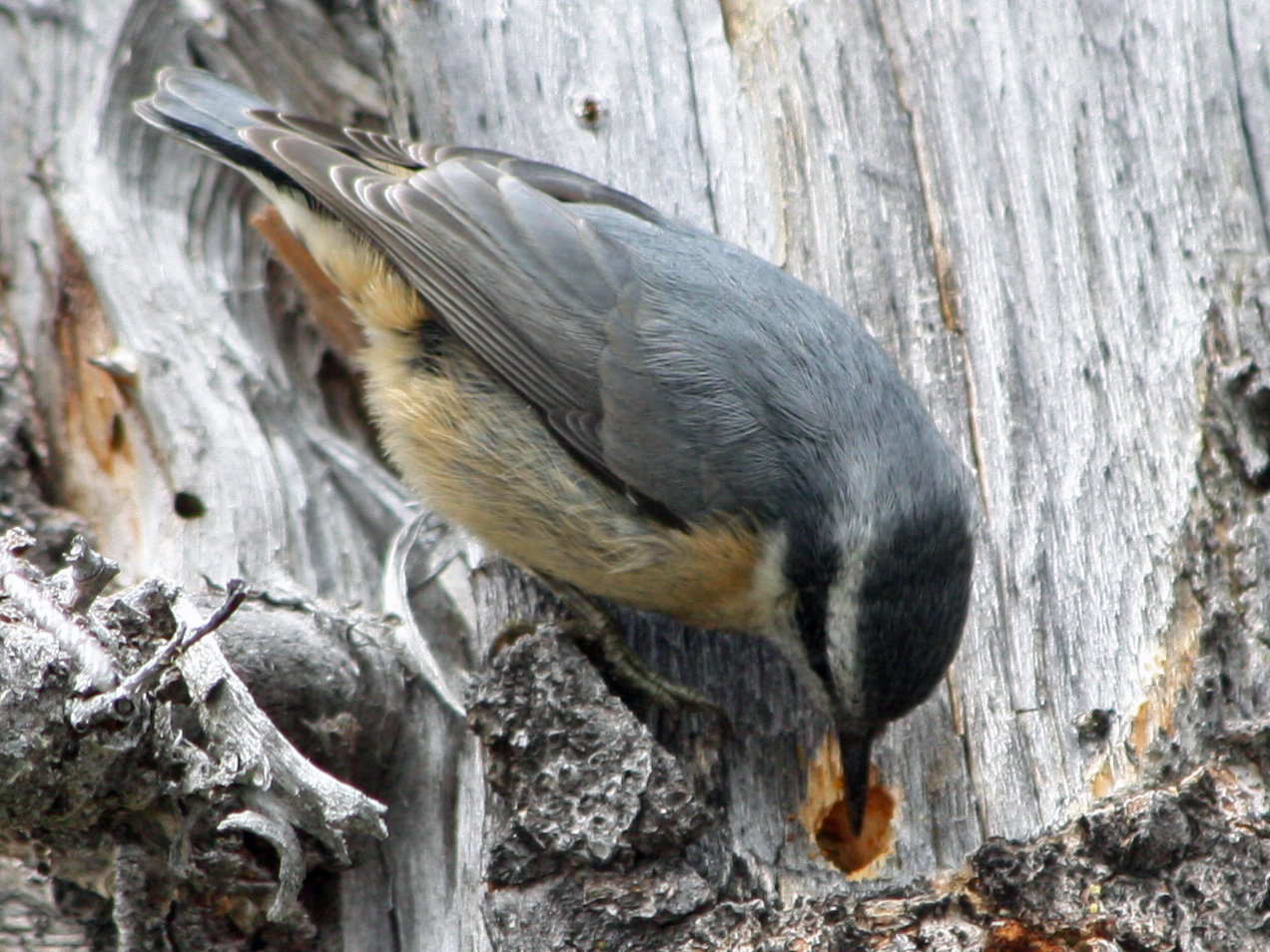
El hábito del trepador de calzar semillas en las grietas y martillearlas hasta abrirlas ha dado origen a su nombre común.

Como todos los trepadores, el trepador canadiense está asignado al género Sitta (Linnaeus, 1758), un nombre derivado de sittē (σιττη), palabra del griego antiguo para el trepador azul (Sitta europaea). El nombre específico canadensis proviente del neolatín que significa “perteneciente a Canadá”. La especie recibió su nombre científico por Carlos Linneo en 1766, basado en una muestra recogida en Canadá. “Nuthatch” (que en inglés significa trepador) es una corrupción lingüística de “Nuthack”, en referencia a la costumbre de las aves de calzar nueces en las grietas de la corteza del árbol y someter fuerza sobre estos hasta que se abren. El “pecho rojo” hace referencia al color oxidado de la región inferior del macho.
En el pasado, el trepador canadiense y otras cuatro especies —el trepador corso, el trepador chino, el trepador argelino y trepador de Krüper— se pensó que eran una sola especie. Estos cinco forman un grupo bien definido de especies conocido como el “grupo del Sitta canadensis”, y algunas veces se consideran una superespecie. Dentro del grupo de especies, los estudios de ADN han demostrado que el trepador canadiense, el trepador corso y el trepador azul china constituyen un clado y el trepador azul argelino y trepador de Krüper constituyen un clado hermano. El trepador canadiense es monotípico a través de su extensa distribución.

## Descripción
El trepador canadiense es un pequeño paseriforme que mide 4,5 pulgadas (11,4 cm) de largo, con una envergadura de 8,5 pulgadas (21,6 cm) y un peso de 9,9 gramos (0,35 oz). Su espalda y el inferior de la cola son azuladas, y sus partes inferiores son color óxido. Cuenta con un casquillo negro, y línea de los ojos y una lista superciliar (ceja) blancas. El plumaje es el mismo para ambos sexos, aunque en las hembras y los pichones tienen la cabeza más apagada y las partes inferiores más pálidas.

## Voz
El llamado del trepador canadiense es agudo, nasal y débil. Transcrito como «yenk» o «ink», ha sido comparado con un cuerno de estaño de juguete o con algún objeto de un niño que haga ruido. Su canto es una serie repetida lentamente de notas claras, nasales y en aumento, transcrito como «eeen-eeen-eeen».

## Hábitat y distribución
Si bien es principalmente un residente a tiempo completo de los bosques coníferos del norte y subalpinos, la migración del trepador canadiense es regularmente irruptiva, tanto con el número de migrantes y los lugares de invernación que varían de año en año. A veces ellos alcanzan el norte de México, donde se encuentran raros invernantes en Nuevo León, el norte de Norte Baja California y a lo largo de la vertiente del Pacífico, en lo que es Sinaloa. En el este de Estados Unidos, su distribución se expande hacia el sur. A pesar de que anteriormente residían en la isla Guadalupe, una isla frente a la costa occidental de México, parecen haber sido extirpados de allí, ya que el último registro conocido de la especie en la isla que data de 1971. Hay un solo registro de divagantes para la isla Socorro de México. Es un divagante muy raro a Europa, con dos registros en el paleártico occidental; un ave hibernó con éxito en el este de Inglaterra.

## Comportamiento alimentario y dieta
Como todos los trepadores, el trepador canadiense es una especie acrobática, que se engancha sí misma hacia arriba y abajo de los troncos y ramas en busca de comida. Se va de cabeza cuando sube hacia abajo. Puede “caminar” en la parte inferior de las ramas. A diferencia de los pájaros carpinteros y agateadores, no utiliza su cola como un apoyo al subir. Tiende a alimentarse en solitario o acompañado.
Los cambios en la dieta del trepador canadiense dependen de la temporada. En el verano come principalmente insectos, de vez en cuando incluso captura presas mientras vuela, mientras que en el invierno cambia a las semillas de coníferas. En los comederos tomará las semillas de girasol, mantequilla de maní, y sebo. A menudo inserta trozos de alimento en las hendiduras de la corteza con el fin de romperlos con el pico (en oposición a tomar la comida en sus pies, tal y como lo hace el carbonero cabecinegro). 

## Crianza
El trepador canadiense, al igual que todos los trepadores, es monógamo. El macho corteja a la hembra con una exhibición peculiar: levantando la cabeza y cola mientras gira dándole la espalda, cayéndose en sus alas, y balanceándose de lado a lado.
Esta ave excava su propia jerarquía de la cavidad, 1.53 a 37 m (5.0 a 121.4 pies) por encima del suelo —por lo general alrededor de 15 pies (4,6 m)—. La excavación la realizan ambos sexos y toma alrededor de ocho semanas. El par de manchas de savia alrededor del orificio de entrada presumiblemente ayudará a disuadir los depredadores. El nido está llena de hierba, musgo, corteza y raicillas rallado. La construcción del nido la hacen ambos sexos, pero sobre todo la hembra.
La hembra pone 2 a 8 huevos (generalmente 5 a 6), que son de color blanco, cremoso o rosado, y cubierto con manchas de color marrón rojizo. Los huevos miden de 0.6 a 0.7 plg (de 1.5 a 1.8 cm) de largo por 0.4 a 0.5 plg (de 1.0 a 1.3 cm) de ancho. La madre realiza la incubación y dura 12—13 días. Los polluelos son altriciales y permanecen en el nido durante 2—3 semanas, incubados por la hembra, pero alimentados por ambos sexos. Normalmente sólo hay una cría por año. El período de vida es de alrededor de 6 años.

## Situación de conservación y amenazas
Debido a su distribución global y a su creciente población, el trepador canadiense está clasificado como una especie bajo preocupación menor por la Unión Internacional para la Conservación de la Naturaleza. En el continente americano, está protegido por la Migratory Bird Treaty Act de 1918.